# Franz Xaver Kappus
Franz Xaver Kappus (17 de mayo de 1883 – 9 de octubre de 1966) fue un militar austriaco, periodista, editor y escritor que escribió poesía, relatos cortos, novelas y guiones.  Kappus es conocido principalmente como el cadete de la academia militar que mantuvo una correspondencia con el poeta austriaco Rainer Maria Rilke (1875–1926) buscando en él consejo en una serie de cartas que escribieron entre 1902 y 1908. Esta serie de cartas están recuperadas y reunidas en Cartas a un joven poeta (1929), un libro que se ha convertido en el más importante trabajo epistolar del poeta.

## Vida
Franz Xaver Kappus nació el 17 de mayo de 1883 en Timișoara (también sabido como: Temeschwar, Temeschburg o Temeswar en alemán y Temesvár en húngaro), en la provincia del Banato perteneciente al Imperio austrohúngaro.  La región de Banat (o El Banato), ahora dividida entre Hungría, Serbia y Rumanía, estuvo poblada por grandes poblaciones étnicas de alemanes conocidas como Suabos del Banat de la cual deriva la ascendencia de Kappus.  Como cadete de 19 años en la Academia Militar de Theresian (Theresianische Militärakademie, en alemán) de Wiener Neustadt Kappus escribió a Rainer Maria Rilke tras conocer que Rilke en su juventud (y como hijo de un oficial del ejército austríaco) había estudiado en la academia. Kappus busca en Rilke consejo y crítica de su poesía así como preguntas respecto a su carrera profesional y sus inquietudes vitales.
Aparte de la correspondencia que mantuvo con Rilke y la posterior publicación de las cartas, Kappus no ha sido recordado por la historia. Pese a la incertidumbre expresada en sus cartas al poeta sobre el devenir de su carrera militar continuó sus estudios en la academia y sirvió durante 15 años como oficial del ejército austrohúngaro A lo largo de su vida trabajó como editor de periódicos, escribiendo poemas, columnas humorísticas, relatos cortos, novelas así como la adaptación de varios trabajos -incluyendo los suyos propios- a guiones para películas durante los años treinta. Pese a todo su fama no perduró.  Tras la Primera Guerra Mundial se convirtió en editor de varios diarios, incluyendo Kappus Deutsche Wacht, más conocido como Banater Tagblatt  y otros como: Temeswarer Zeitung  y el Schwäbische Volkspresse.
Durante la Segunda Guerra Mundial, el 16 de junio de 1945,  fue parte de un grupo de Berlín que fundó el Partido Democrático Liberal de Alemania (que inicialmente pretendía reutilizar el nombre "Deutsche Demokratische Partei" (traducción: Partido Democrático Alemán)  el cual fue un partido de la era de la República de Weimar) y se convirtió en miembro de dicho partido.
Kappus falleció el 9 de octubre de 1966 en Berlín Este a la edad de 83.

## Trabajo

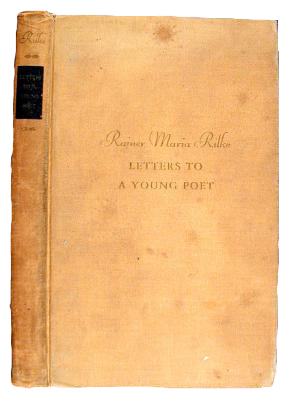
La primera traducción inglesa de Cartas a un joven poeta de Rilke, publicado en 1934. Kappus había compilado diez cartas recibidas de Rainer Maria Rilke entre 1902 y 1908 y las publicó en Alemania en 1929.

### Novelas
- 1918: Die lebenden Vierzehn (Catorce Supervivientes)
- 1921: Die Peitsche im Antlitz
- 1922: Der Rote Reiter
- 1929: Briefe un einen jungen Dichter (Cartas a un joven poeta)
- 1929: Martina und der Tänzer (trans. "Martina Y los Bailarines")
- 1935: Brautfahrt um Lena (trans. "Lena, hablado para")
- 1941: Flammende Schatten (trans. "Sombras abrasadoras")
- 1949: Flucht in die Liebe (trans. "Escapada a Amor")

### Guiones
- 1923: Der Rote Reiter, adaptación de su novela homónima dirigida por Rolf Randolf
- 1926: The Woman in Gold
- 1926: Les voleurs de gloire
- 1944: The man to whom they stole the name